# Provincia del Cuzco
La provincia del Cusco (oficialmente, provincia del Cusco) es una de las trece que conforman el departamento del Cusco en el sur del Perú. 
Limita por el norte con las provincias de Calca y Urubamba, por el este con la provincia de Quispicanchi, por el sur con la provincia de Paruro y por el este con la provincia de Anta. Tiene una población de 447 588 habs.

## Historia
La provincia fue creada en los primeros años de la República.

## Geografía
Algunas de las montañas que se encuentran alrededor del departamento del Cusco:
- Anahuarque
- Ancahuachana
- Acocasa
- Arahuaycata
- Chaku Urqu
- Harata Muqu
- Hatun Ayaq
- Huch'uy Paquyuq
- Ichuorco
- Linli Churana
- Lluq'iyuq Muqu
- Machu Ayaq
- Mollohuamán
- Muñaorco
- Muyuorco
- Ñustáyoc
- Pachatusan
- Picchu
- Pilcoorco
- Pucacaca
- Pucacasa
- Pucamoco
- Pumahuasi
- Sinqa
- Sircapata
- Taucaray
- Toctohuampa
- Tancarcasa
- Umachalla
- Huamanhualpa
- Huanacaure
- Huancaorco
- Huaypun
- Yanacaca
- Yahuarcocháyoc

## División administrativa
La provincia tiene una extensión de 719 km² y se divide en 8 distritos:

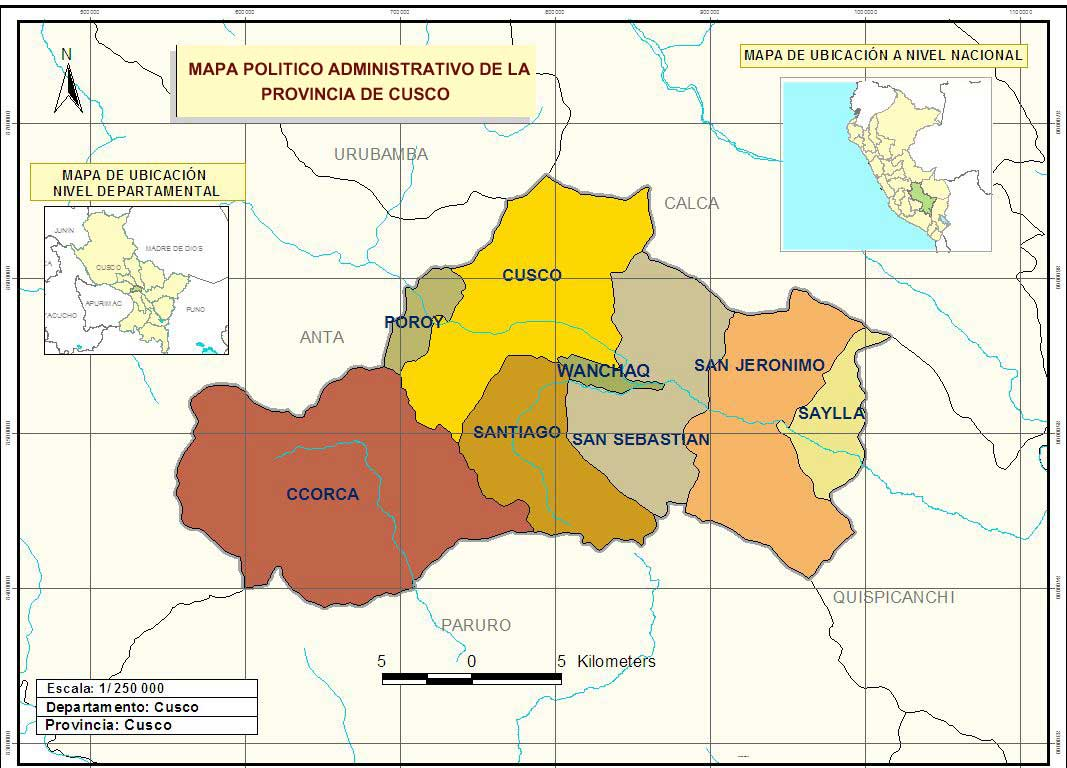
Distritos de la provincia del Cusco

- Cusco
- Ccorca
- Poroy
- San Jerónimo
- San Sebastián
- Santiago
- Saylla
- Wánchaq

## Autoridades

### Regionales
- Consejeros regionales
  - 2023-2026

### Municipales
- 2023-2026
  - Alcalde: Luis Pantoja Calvo, del Movimiento Regional Inka Pachakuteq.
  - Regidores:

| Cargo                         | Autoridad electa        | Partido político | Partido político                    |
| ----------------------------- | ----------------------- | ---------------- | ----------------------------------- |
| Regidor provincial del Cusco  | Alexander Blanco Rojas  |                  | Movimiento Regional Inka Pachakuteq |
| Regidora provincial del Cusco | Elizabeth Nieto Álvarez |                  | Movimiento Regional Inka Pachakuteq |
| Regidor provincial del Cusco  | Villygran Licona Loaiza |                  | Movimiento Regional Inka Pachakuteq |
| Regidora provincial del Cusco | Honorata Mejía Ramos    |                  | Movimiento Regional Inka Pachakuteq |
| Regidor provincial del Cusco  | Ricardo Pezo Huari      |                  | Movimiento Regional Inka Pachakuteq |
| Regidora provincial del Cusco | Maryory Ríos García     |                  | Movimiento Regional Inka Pachakuteq |
| Regidora provincial del Cusco | Katiuzca Ttito Huamán   |                  | Movimiento Regional Inka Pachakuteq |
| Regidor provincial del Cusco  | Jesús Pérez Soto        |                  | Movimiento Regional Inka Pachakuteq |
| Regidor provincial del Cusco  | José Marín Loayza       |                  | Somos Perú                          |
| Regidor provincial del Cusco  | Ántero Huamán Velasco   |                  | Somos Perú                          |
| Regidor provincial del Cusco  | Eulogio Tapia Deza      |                  | Frente de la Esperanza              |
| Regidor provincial del Cusco  | Nimio Loayza Rojas      |                  | Alianza para el Progreso            |
| Regidor provincial del Cusco  | Roger Demata Álvarez    |                  | Autogobierno Ayllu                  |